# Maxence Flachez
Maxence Flachez est un footballeur français né le 5 août 1972 à Grenoble. Il évolue au poste de défenseur central avant de se reconvertir comme entraîneur.

## Carrière de joueur
Maxence Flachez commence le football à l'ES Manival, un club isérois, avant de rentrer au centre de formation de l'Olympique lyonnais. Il passe ensuite près de huit années au FC Sochaux-Montbéliard. 
Il rejoint ensuite la Bretagne et Guingamp, avant de partir dans le Nord pour deux saisons à Valenciennes. Sous les ordres d'Antoine Kombouaré, il s'impose dans l'équipe qui rejoint directement la Ligue 1 la saison suivante, alors que le club était fraichement promu en Ligue 2. En 2007, il revient dans ses terres natales dans l'Isère et évolue au Grenoble Foot 38, jusqu'en 2009 et sa retraite de joueur.

## Reconversion
Il a été consultant pour la chaîne de club OL TV où il commentait les matches de l'Olympique lyonnais. Le 14 juin 2013, il est nommé entraîneur des U19 de Lyon, quelques mois après avoir passé ses diplômes. Après avoir mené l'équipe espoir en finale de la Coupe Gambardella en 2015, il entraîne durant deux saisons l'équipe réserve de l'Olympique lyonnais en CFA.
Libre de tout contrat, il rejoint le temps de la saison 2018 l'ancien lyonnais Rémi Garde à l'Impact de Montréal en Major League Soccer.
Il est nommé entraîneur adjoint de l'équipe réserve de l'Olympique de Marseille en juillet 2019.
Le 3 Février 2021, à la suite de la démission d'André Villas-Boas, il devient provisoirement entraineur adjoint de l'équipe première de l'Olympique de Marseille sous les ordres de Nasser Larguet et Philippe Anziani.
Le 1er juillet 2021, il devient l'entraîneur principal de la réserve de l'Olympique de Marseille.
Le 24 juin 2024, il devient entraineur du club d'Aubagne. Il en est remercié le 11 février 2025
Le 28 mars 2025, il devient l'entraîneur principal du Paris 13 Atletico .

## Palmarès
- Vainqueur de la Coupe de la Ligue en 2004 avec le FC Sochaux
- Champion de France de Division 2 en 2001 avec le FC Sochaux et de Ligue 2 en 2006 avec Valenciennes FC
- Finaliste de la Coupe de la Ligue en 2003 avec le FC Sochaux